# Campamar (l'Esquirol)
Campamar és una masia de l'Esquirol (Osona) inclosa a l'Inventari del Patrimoni Arquitectònic de Catalunya.

## Descripció
Masia de planta quadrada (13 x 13) coberta a dues vessants amb el carener perpendicular a la façana situada a migdia. Consta de planta, primer pis i golfes. Presenta importants i grans annexes al voltant. A la façana principal s'obren uns porxos amb pilastres de totxo a la planta i als dos pisos, seguint la mateixa coberta de l'edifici. A la façana O una bonica cabana d'era amb arc elevat i a la façana E i N dos cossos de corts. Totes les obertures tenen emmarcaments de pedra picada. El portal d'entrada principal té la llinda datada (1801) i una altra de roure (187...).

## Història
Masia del segle xix documentada des del 1350. Apareix mencionat en el "Nomenclator de la Provincia de Barcelona. Partido Judicial de Vich. 1860" com casa de pagès.